# 아사히시
아사히시(일본어: 旭市)는 일본 지바현 북동부에 있는 시이다. 1954년에 발족하였으며 가이조군(海上郡) 우나카미정(海上町), 이오카정(飯岡町), 가토리군(香取郡) 히카타정(干潟町)이 2005년 7월 1일에 통합하여 탄생하였다.
멜론을 비롯한 농업과 축산업이 번성한다. 또 태평양과 접하며 여름에는 해수욕장이 개장한다.

## 지리
지바현 북동부에 위치하고 도쿄 도심에서 80km, 현청 소재지 지바시에서 북동쪽으로 약 50km 떨어진 곳에 있다. 남부는 구주쿠리 해안과 접하고, 북부에는 시모사 대지가 펼쳐져 있다.
온화한 기후로 연평균 기온은 15°C이다. 2007년의 연 강수량은 1744.5mm을 기록했다.

## 역사
아사히 지역에는 최소한 25,000년 전부터 사람이 살았다. 지바씨와 그 지파들이 시모사국 전체를 400년 간 지배했다. 센고쿠 시대에 지바씨는 강력한 씨족인 오다와라의 고호조씨로부터 보호를 받았고 이 지역에 더 강력한 기반을 확립했다. 그들은 1590년에 도요토미 히데요시에 의해 고호조씨가 멸망하면서 지배권을 잃어버렸다. 쇼군 기소 요리마사는 이 지역에 정착했다. 그는 아지토성을 복구하였고 "아사히"라는 이름에 영감을 주었다. 도소 지방의 통치자로서 그는 인기 있고 존경받는 정치인이 되었다. 시인 노노구치 다케마사는 1852년에 이 지역을 방문하여 "아사히"(떠오르는 태양이라는 뜻)라는 이름의 그에 대한 시를 썼다.
1954년 4월 1일에 가이조군 아사히정이 아사히시로 승격되었다. 2005년에 고토리군의 히카타정, 가이조군 우나카미정, 이오카정과 통합하였다.

## 교통

### 철도
- 동일본 여객철도 소부 본선

### 도로
- 국도 126호선

## 인구
| 연도 | 인구   | ±%     |
| ---- | ------ | ------ |
| 1920 | 45,595 | —      |
| 1930 | 48,776 | +7.0%  |
| 1940 | 51,473 | +5.5%  |
| 1950 | 66,204 | +28.6% |
| 1960 | 64,226 | −3.0%  |
| 1970 | 61,136 | −4.8%  |
| 1980 | 65,405 | +7.0%  |
| 1990 | 69,800 | +6.7%  |
| 2000 | 71,176 | +2.0%  |
| 2010 | 69,074 | −3.0%  |